# Bełosław
Bełosław – miasto na północno-wschodniej części Bułgarii, w obwodzie Warna. Siedziba gminy Bełosław.
Miasto znajduje się w pobliżu Warny, Dewnji, oraz Prowadii.
Bełosław jest starożytnym miastem, osiedlonym już ok. dwanaście tysięcy lat temu W V wieku, Trakowie zasiedlili te ziemie.